# Доходный дом Н. Н. Лейхтенбергского
Доходный дом герцога Н. Н. Лейхтенбергского — памятник архитектуры. Расположен в Петроградском районе Санкт-Петербурга, современный адрес дома — Большая Зеленина улица, 28.
Здание, построенное в 1904—1905 году, стало первым крупным заказом Фёдора фон Постельса. Семейство Лейхтенбергских стало строить в Санкт-Петербурге дома после того, как принадлежавший великой княгине Марии Николаевне (бабушке Н. Н. Лейхтенбергского) Мариинский дворец был выкуплен в казну.
На нижнем этаже сделаны витрины магазинов, на верхнем этаже — спланированы художественные ателье, на фасаде проявленные четырьмя трёхгранными стеклянными фонариками. Гигантский фриз сделан мозаикой в технике укрупнённого набора (всего пять панно по эскизам С. Т. Шелкового, выполненные мастерской В. А. Фролова). Три жилых этажа объединены пилястрами и двумя округлыми эркерами. Здание обильно украшено лепными украшениями, в том числе двумя женскими фигурами, сандриками, архивольтами.
На мозаичных смальтовых панно без обрамлений изображён индустриальный пейзаж — дымящие трубы, парусники у причала.
В дворовых фасадах здания также сделаны большие окна для мастерских. Отделка стен выполнена с использованием крупных геометрических узоров в разнофактурной штукатурке.